# Nepheloleuca politata
Nepheloleuca politata là một loài bướm đêm trong họ Geometridae.